# Thulium
Thulium ist ein chemisches Element mit dem Elementsymbol Tm und der Ordnungszahl 69. Im Periodensystem steht es in der Gruppe der Lanthanoide und zählt damit auch zu den Metallen der Seltenen Erden.

## Geschichte
Die Entdeckung des Thuliums erfolgte im Zuge der genaueren Untersuchungen des Gadolinits und der daraus isolierbaren Elemente. Carl Gustav Mosander und anderen gelang es zunächst, Gadolinit in Erbinerde (Erbiumoxid), Terbinerde (Terbiumoxid) und Yttererde (Yttriumoxid) zu trennen. Die Erbinerde stellte sich bald darauf ebenfalls als Gemisch heraus, als zunächst durch Jean Charles Galissard de Marignac das Ytterbium, dann durch Lars Fredrik Nilson das Scandium abgetrennt werden konnte.
1879 stellte Per Teodor Cleve durch Vergleich von Absorptionsspektren verschiedener Proben, die beim Trennen von Erbium und Ytterbium entstanden waren, fest, dass diese bestimmte Absorptionsbanden in unterschiedlicher Stärke enthielten, also weitere Elemente enthalten sein müssten. Er identifizierte zwei Elemente, die er Holmium und Thulium nannte. Die charakteristische Absorptionsbande des Thuliums lag dabei bei 684 nm. Der Name Thulium wurde nach einem alten Namen von Skandinavien gewählt. Zwar hatte Jacques-Louis Soret schon vor Cleve die Absorptionsbanden für Thulium und Holmium entdeckt, jedoch nur ein neues Element („X“ genannt), das dem Holmium entsprach, identifiziert.
Nach seiner Entdeckung des Thuliums versuchte Cleve 1880, reines Thuliumoxid zu erhalten, er konnte dieses jedoch nicht vollständig von Ytterbium trennen und daher nur eine ungefähre Atommasse bestimmen. Charles James stellte 1911 erstmals reines Thuliumoxid durch Trennung der Bromate von Erbium, Thulium und Ytterbium dar.
Elementares Thulium wurde erstmals 1936 von Wilhelm Klemm und Heinrich Bommer erhalten. Sie gewannen das Metall durch Reduktion von Thulium(III)-chlorid mit Kalium bei 250 °C. Weiterhin bestimmten sie die Kristallstruktur und die magnetischen Eigenschaften des Metalls.

## Vorkommen
Thulium ist auf der Erde ein seltenes Element, seine Häufigkeit in der kontinentalen Erdkruste beträgt etwa 0,52 ppm. Es ist damit abgesehen vom instabilen Promethium das seltenste Lanthanoid. Thulium ist jedoch häufiger als Elemente wie Iod oder Silber.
Das Element kommt ausschließlich als Nebenbestandteil von verschiedenen Seltenerd-Mineralen, insbesondere von Yttererden der schweren Lanthanoide vor. So enthält Monazit je nach Vorkommen 0,01–0,51 % Thulium, Xenotim bis zu 0,9 % des Elementes. Minerale mit dem Hauptbestandteil Thulium oder natürliches elementares Thulium sind nicht bekannt.
Thulium ist zwar nur sehr aufwändig und teuer herzustellen, wird jedoch auch nur in sehr geringen Mengen eingesetzt. Darum wird die Versorgung mit Thulium nicht als kritisch angesehen.

## Gewinnung und Darstellung
Nach einer aufwändigen Abtrennung der anderen Thuliumbegleiter wird das Oxid mit Lanthan zum metallischen Thulium reduziert. Anschließend wird das Thulium absublimiert.

## Eigenschaften

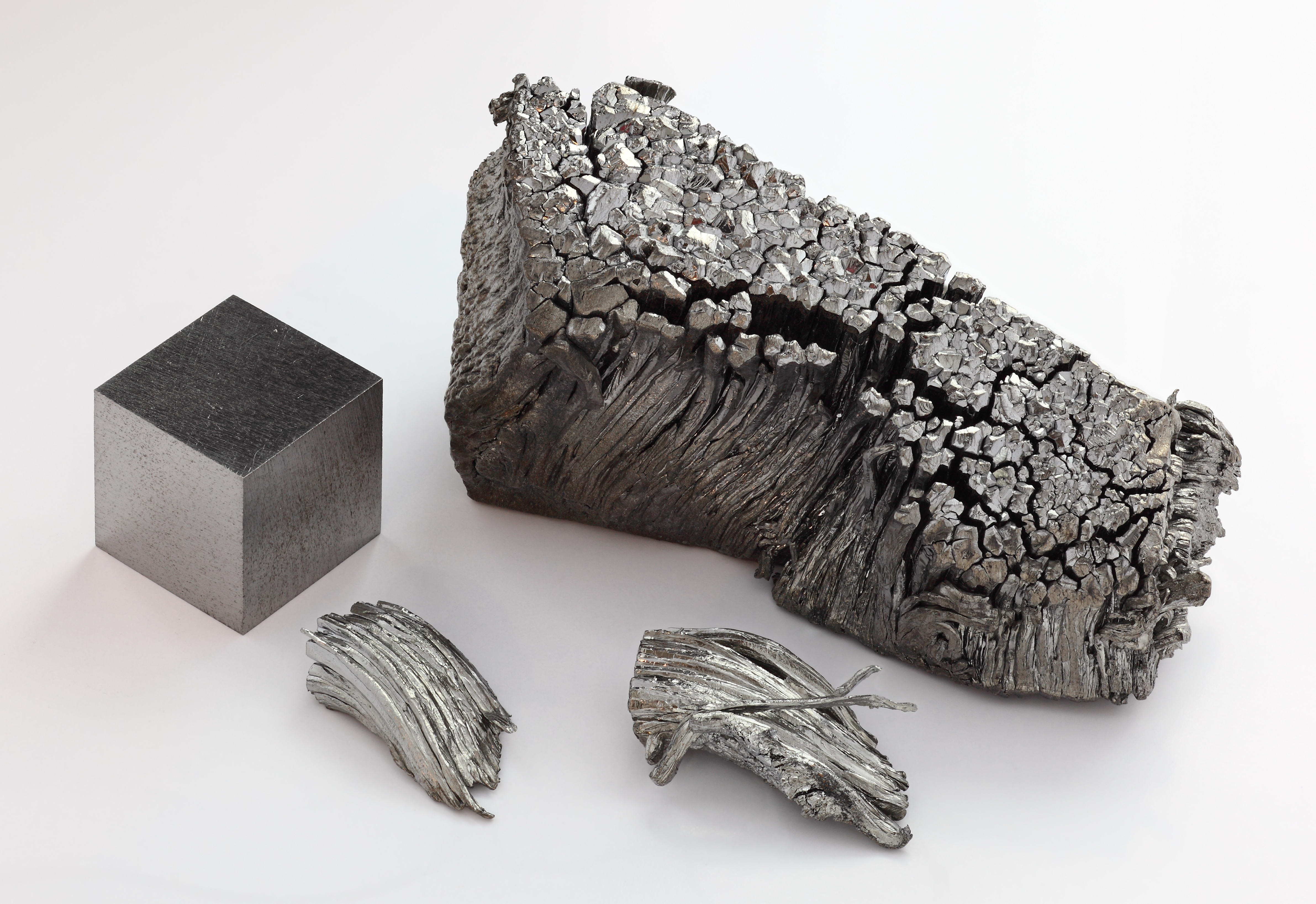
Thulium, sublimiert dendritisch

### Physikalische Eigenschaften
Das silbergraue Metall der seltenen Erden ist sehr weich, gut dehnbar und schmiedbar.

### Chemische Eigenschaften
In trockener Luft ist Thulium recht beständig, in feuchter Luft läuft es grau an. Bei höheren Temperaturen verbrennt es zum Sesquioxid.
{\displaystyle \mathrm {4\,Tm+3\,O_{2}\rightarrow 2\,Tm_{2}O_{3}} }
Mit Wasser reagiert es unter Wasserstoffentwicklung zum Hydroxid. In Mineralsäuren löst es sich unter Bildung von Wasserstoff auf.
In seinen Verbindungen liegt es in der Oxidationsstufe +3 vor, die Tm3+-Kationen bilden in Wasser pastell-bläulich-grüne Lösungen.

## Verwendung
Neben einer minimalen Verwendung in Fernsehgeräten (zur Aktivierung der Leuchtstoffe auf der Bildschirmfläche) gibt es nur wenige kommerzielle Anwendungen:
- Aus Nuklearreaktoren ausgelagertes 170Tm dient als Röntgenstrahlungsquelle (Gammastrahler in der Materialprüfung)
- Thuliumdotiertes Yttriumtantalat oder Lanthanoxybromid (LaOBr) dient als Szintillator in Röntgenverstärkerfolien oder Leuchtschirmen in der Röntgentechnik
- Thuliumdotiertes Calciumsulfat dient als Detektor in Personendosimetern zur Messung niedriger Strahlendosen
- Eine Dotierung mit Holmium, Chrom und Thulium in einem YAG-Wirtskristall kann als diodengepumpter Festkörperlaser Infrarotstrahlung bei einer Wellenlänge von 2080 nm mit einem Gesamtwirkungsgrad von bis zu 10 % aussenden. Laseraktiv ist dabei das Holmium, Thulium dient zum Transfer der Anregungsenergie.
- Thuliumdotiertes Kieselglas als aktives Medium in Faserlasern (Wellenlänge 2 µm) wurde mit einem differentiellen Wirkungsgrad von 53,2 % bei einer Leistung > 1000 W betrieben.[20] Es werden Pulsspitzenleistungen von bis zu 2 GW erreicht.[21]
- Verwendung findet es auch in Lasergeräten, die als chirurgische Skalpelle dienen (Urologie, Stein- und die Prostatabehandlung)[22]

## Sicherheitshinweise
Thulium und Thuliumverbindungen sind gering toxisch. Thuliumstäube sind feuer- und explosionsgefährlich.

## Verbindungen
- Thulium(III)-oxid Tm2O3
- Thulium(III)-fluorid TmF3
- Thulium(III)-chlorid TmCl3
- Thulium(III)-bromid TmBr3
- Thulium(III)-iodid TmI3
- Thulium(III)-sulfat Tm2(SO4)3 · 8 H2O
- Thulium(III)-nitrat Tm(NO3)3 · 5 H2O